# Међународни фиксни календар
Међународни фиксни календар (или стални календар) или Интернационални фиксни календар (такође познат и као Међународни вечни календар, Cotsworth-ов план, Eastman-ов план, Календар од 13 месеци или Календар једнаких месеци) је предлог реформе календара који предвиђа годину од 13 месеци од по 28 дана, са једним даном на крају сваке године који не припада ниједном месецу ни седмици.

## Правила
Календарска година има 13 месеци са по 28 дана плус додатни дан на крају године који не припада ниједном месецу. Свака година коинцидира са одговарајућом грегоријанском годином.
Месеци су именовани исто као и они у грегоријанском календару, с тим што је још један месец, назван Сол, уметнут између јуна и јула.
У преступној години се умеће преступни дан, који такође не припада ниједном месецу и то после јуна и пре новог месеца сола. Просте године имају 365 дана а преступне 366.
Први дан сваке године, 1. јануар, се сматра недељом а сваки следећи дан, који припада неком месецу, се сматра делом конвенционалне 7-дневне недеље са познатим редоследом дана.
За дане који не припадају ниједном месецу се сматра да нису ни у седмици и увек су постављени између дана који се сматра суботом (последњи дан седмице) и недеље (први дан).
Пошто се сваки месец састоји од тачно четири седмице, први дан сваког месеца и сваки седми дан после тога до краја месеца се сматра недељом, други и сваки седми после тога понедељком итд. Тако сваки месец почиње недељом и завршава суботом.
Због тога сви месеци изгледају овако:
| нед | пон | уто | срд | чет | пет | суб |
| --- | --- | --- | --- | --- | --- | --- |
| 1   | 2   | 3   | 4   | 5   | 6   | 7   |
| 8   | 9   | 10  | 11  | 12  | 13  | 14  |
| 15  | 16  | 17  | 18  | 19  | 20  | 21  |
| 22  | 23  | 24  | 25  | 26  | 27  | 28  |

Периоди 13 месеци и додатни дани падају у следеће грегоријанске датуме:
| Месец         | Почетак       | Завршетак    |
| ------------- | ------------- | ------------ |
| јануар        | 1. јануар     | 28. јануар   |
| фебруар       | 29. јануар    | 25. фебруар  |
| март          | 26. фебруар   | 25. март*    |
| април         | 26. март*     | 22. април*   |
| мај           | 23. април*    | 20. мај*     |
| јун           | 21. мај*      | 17. јун*     |
| Преступни дан | 17. јун       | 17. јун      |
| сол           | 18. јун       | 15. јул      |
| јул           | 16. јул       | 12. август   |
| август        | 13. август    | 9. септембар |
| септембар     | 10. септембар | 7. октобар   |
| октобар       | 8. октобар    | 4. новембар  |
| новембар      | 5. новембар   | 2. децембар  |
| децембар      | 3. децембар   | 30. децембар |
| Дан године    | 31. децембар  | 31. децембар |

*Ови датуми су за дан ранији у преступној години

## Историјат
Међународни вечни календар је заснован на позитивистичком календару којег је 1849. објавио француски филозоф Auguste Comte. Конт је свој календар направио по угледу на полинезијске календаре. Главна разлика између тзв. међународног и позитивистичког календара је у томе што је Конт именовао и месеце и дане и то по славним личностима из историје. Осим тога позитивистичке седмице почињу понедељком уместо недељом. Док позитивистички и Сол календар стављају преступни дан на крај преступне године, међународни фиксни календар и свјетски календар га стављању после јуна.
Савез Међународног фиксног календара (International Fixed Calendar League), са канцеларијама у Лондону и Рочестеру, Њујорк, је престао са активностима током 1930-их. У скоријим годинама било је покушаја да се план оживи.

## Недостаци
За сујеверне би ноћна мора било то што је сваки 13. у месецу петак 13. и тако 13 пута у години.
Тринаест није паран број, већ је прост, тако да би све активности које се обављају на кварталној основи биле разглобљене у односу на месеце.
У јудаизму, хришћанству и исламу сваки дан је део седмичног циклуса, који има верски значај. Постојање дана који је „безимен“ у том смислу (Дан године и Преступни дан) довело би до разиласка календарског и традиционалног дана у седмици. То претпоставља постојање глобалног секуларног (ако не и агностичког или атеистичког) друштва у коме би се овај календар могао увести, што је тешко замисливо. Зато су предложени и календари са преступном седмицом.